# Montsaugeon
Montsaugeon est une ancienne commune française située dans le département de la Haute-Marne, en région Grand Est. Elle est, depuis janvier 2016, partie intégrante de la commune nouvelle appelée le Montsaugeonnais.

## Géographie

### Localisation
Montsaugeon se situe à 23 km au sud de Langres.
| Prauthoy          |             | Dommarien         |
|                   | Montsaugeon | Choilley-Dardenay |
| Vaux-sous-Aubigny | Isômes      |                   |

### Hydrographie
- Ruisseau la Foreuse.

## Toponymie
Le nom qui est attesté en 1033 Mons Salvion, cas régime en -ion de Salvius , en 1101 Mons Salvionis, vers 1172 Monsaujon, est pour Albert Dauzat et Auguste Vincent composé avec le nom d'homme Salvius, fréquent de l'Antiquité au Moyen Âge.

## Histoire
Montsaugeon était une châtellenie importante qui était située dans le duché de Bourgogne et le diocèse de Langres, qui avait le titre de comté, qui relevait primitivement du bailliage de Sens et dont dépendaient trente-neuf seigneuries (notamment Aubigny, Courcelles, Couzon, Chatoillenot, Choilley, Esnoms, Isômes, Prauthoy, Sacquenay, Rivière-les-Fosses, Saint-Broingt, Saint-Michel), c'est-à-dire l'ensemble du pays environnant jusqu'à Bèze, Montigny, Grancey. 
Le bourg était fermé de murs et de portes, avec une halle, une foire à bestiaux, et un marché très florissant pour ses vins et ses tissus de lin et de chanvres cultivés sur place.
Montsaugeon devient au XVIe siècle le siège d'un bailliage seigneurial indépendant et d'une prévôté royale relevant avec le Pays de Langres d'une coutume particulière de la Coutume de Sens et rendant la justice sur plus de 70 villages, avec une gruerie (juridiction des Eaux-et-Forêts) et un grenier à sel dont les offices profitaient aux familles de Langres.

### Préhistoire
Une station de taille sur galets datant du Paléolithique moyen a été découverte au pied de la butte de l'ancien château. C'est la plus ancienne présence humaine attestée dans le département. 
Plusieurs dizaines d'objets de silex d'époque néolithique ont été trouvés sur le territoire de la commune.
Deux tumulus implantés de part et d'autre de la route de Prauthoy ont été fouillés au XIXe siècle. 
Des traces d'habitat que l'on peut rattacher à la civilisation de Hallstatt (premier Âge de fer vers - 800) ont été mises en évidence en 1863 par H. Defay qui fit don des objets trouvés à Napoléon III. Ils attestent d'un peuplement celte ancien et se trouvent actuellement au Musée d'Archéologie nationale comme résultat des fouilles de la Croix-de-saint-Thiebault. Defay a aussi trouvé un deuxième tumulus avec huit ou dix sépultures.

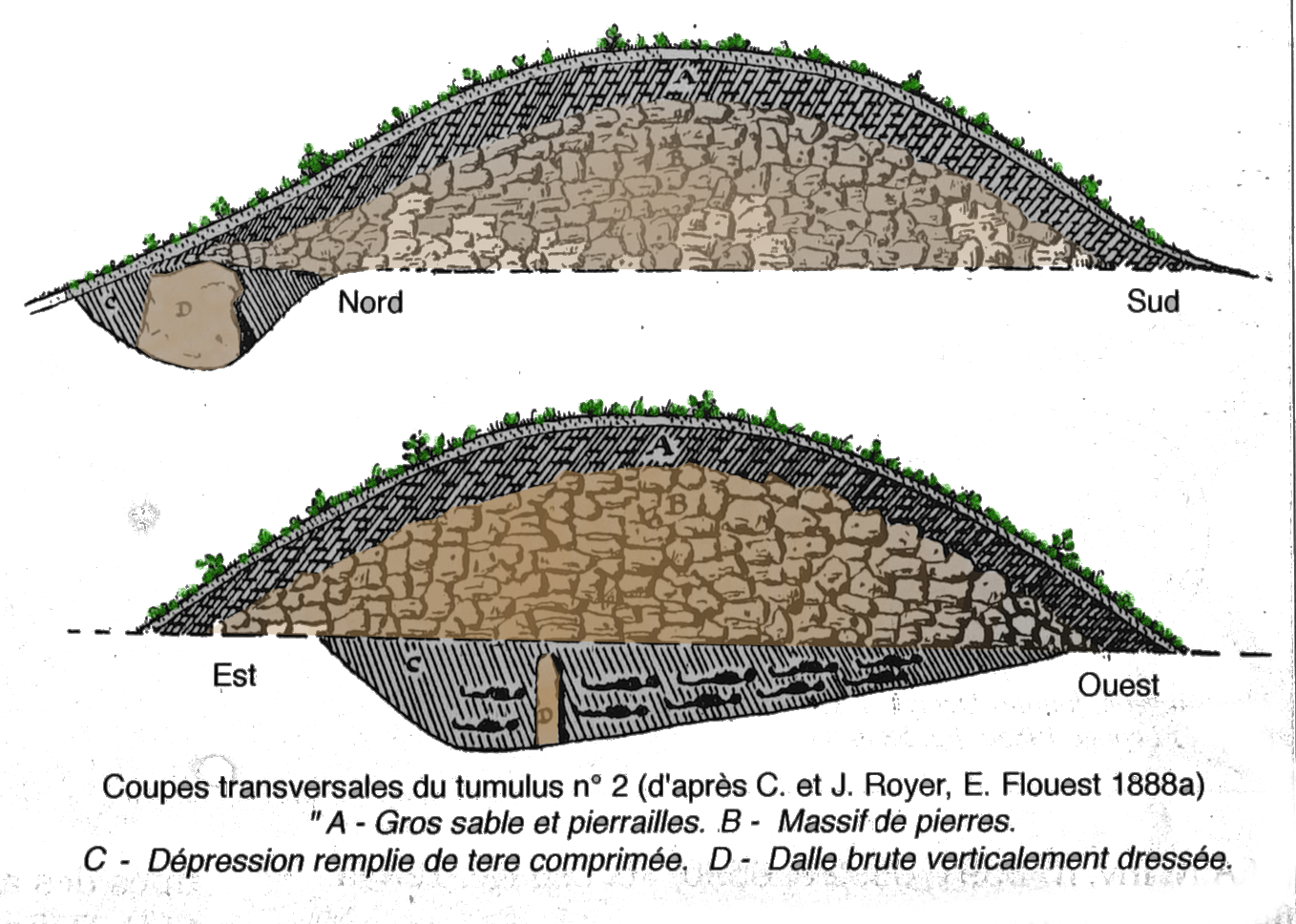
Le deuxième tumulus.

L'industrie du fer, depuis l'extraction des minerais jusqu'au forgeage, s'est maintenue dans cette région jusqu'à nos jours.

### Antiquité
Montsaugeon, Montis Salvionis, est comme son nom l'indique un monticule dominant de 33 mètres la plaine alentour. 
Il est situé sur le bord de l'ancienne voie romaine de Langres à Lyon avec à Vaux-sous-Aubigny un embranchement vers Genève par Isômes. Une borne milliaire de deux mètres de haut a été détruite en 1945 par l'armée américaine.

### Moyen Âge

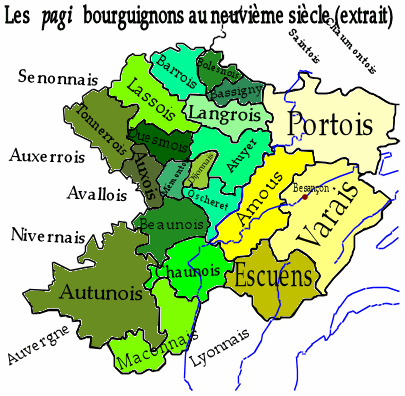
Pagi bourguignons au IX.

Montsaugeon est situé sur l'ancien pagus bourguigon de l'Attouar ou de l'Atuyer qui est resté un lieu de passage antique entre les vallées du Rhône et du Rhin, une espèce de col à 338 mètres d'altitude entre les deux mers, enjeu de luttes et d'incursions stratégiques qui provoquèrent la construction d'importants lieux fortifiés.
Au sommet de la motte a été construit un château fort de neuf tours qui était le siège d’une puissante châtellenie située à une journée de marche de Dijon: La Terra Montis Salionis.
Ce sont les moines de Saint-Symphorien d'Aubigny, prieuré cistercien très ancien puisqu'il était entouré d'un cimetière mérovingien, qui implantèrent au XIe siècle la vigne sur les coteaux de cette région située au pied et au sud du plateau de plateau de Langres. 
Il existait deux familles féodales du nom de Montsaugeon possessionnées dans cette région, dont une des seigneurs du château de Montsaujon ou Montsaugeon, à Crotenay dans le département du Jura qui ne doit pas être confondue avec celle-ci. 
Eudes de Montsaugeon, chevalier, confirme en 1101 des donations faites à l'église d'Aubigny que, en 1098, il avait donnée en même temps que celle de Montsaugeon à l'évêque de Langres qui les avait soumises à l'Abbaye Saint-Pierre de Bèze. Cette abbaye est à l'origine des plus grands vins de Bourgogne comme le Clos de Brèze de Gevrey-Chambertin (acheté par les Chanoines de Langres en 1219). Vers 1150, Valet et Amasit de Montsaugeon font une donation à l'abbaye de Belmont, fondée en 1125 par Bernard de Clairvaux dont l'oncle était alors évêque de Langres.
On lui connaît deux fils: Géraud de Montsaugeon, chanoine de Langres, et Valo Ier, seigneur de Monsaugeon, enterré à l'église d'Aubigny. Son descendant Valo II est père de Pierre de Montsaugeon, qui avec sa femme Émeline de Prauthoy, vend en 1251 tout ce qu'il possède à Bessey et Sacquenay aux évêques de Langres qui avaient déjà racheté une grande partie des seigneuries de Montsaugeon. En 1303, Pierre de Montsaugeon, damoiseau, et sa femme Émelinette, vendent tout ce qu'ils possèdent aux finages de Baissey, sous le sceau d'Aymond de Rochefort, archidiacre de Langres. Cette famille n'était pas éteinte puisque Antoine de Montsaugeon, fils d'Étienne et de Catherine bâtarde de Flandres, coseigneur de Montsaugeon, de Montjay et de Pupillin, capitaine-gouverneur du château de Grimont, vivait en 1441 et était père de Catherine, mariée à Louis de Cusance, fils de Jean, seigneur de Belvoir, et de Jeanne de Beaujeu, dame de Coligny. 
Jean III d'Amboise, archevêque de Langres, et à ce titre duc et pair de France, portait en 1496 le titre de comte de Montsaugeon.
Le titre de seigneur de Montsaugeon continuait à être porté en 1505 par Pierre de Choiseul, baron de Clefmont, chambellan du duc François II de Bretagne, puis par Christophe de Tabouret, calviniste, et par son fils Josias Tanbouret, seigneur de Crespy, marié en 1597 à Catherine de Simony.
Lors de la guerre entre le roi René d'Anjou et Antoine de Vaudémont au sujet de la succession du Duché de Lorraine, Montsaugeon fut le lieu de réunion des armées du comte de Vaudémont et du Duc de Bourgogne qui en partirent le 17 juin 1431 pour se rendre à Langres, et de là entrèrent dans le Duché de Bar.
Pendant les démêlés entre le roi Louis XI et Marie de Bourgogne, fille de Charles le Téméraire, le château de Montsaugeon fut pris en 1480 par Claude de Toulongeon qui y plaça une garnison qui ravagea tout le pays jusqu'à ce que le roi reprenne la place et mette le comté de Bourgogne à l'abri du pillage.
En 1498, le château est à nouveau pris et incendié par Guillaume de Vergy, seigneur de Champlitte, maréchal de Bourgogne et gouverneur de cette province pour le Duc, puis repris par les troupes royales.

### Époque moderne
Lors de son Grand tour de France, le roi Charles IX et sa famille qui arrivent de Langres le 17 mai 1564 y séjournent deux jours avec sa mère Catherine de Médicis et ses frères et sœurs. Il déjeune à Longeau avant d'entrer le 18 mai 1564 en Bourgogne pour se rendre à Dijon.
Après l'assassinat par les protestants du roi Henri II, frère de Charles IX, l'évêque de Langres Guy des Cars se déclara nettement contre la candidature d'Henri de Navarre, et abandonna aux ligueurs son château de Montsaugeon. Le pays est pillé alternativement par des calvinistes venant de Genève et par des hommes d'armes se réclamant de la Ligue. Le duc de Nevers, gouverneur de Champagne établi à Langres réunit une armée et assiège le château en 1589, prend le village et commence à saper les fortifications du château. En septembre, une armée de ligueurs commandés par Rougemont repoussent les troupes royales et reprennent le château dont ils réparent les fortifications.
Le château de Montsaugeon est pris par des bandes calvinistes qui sont chassés en 1592 par Jean Thomassin, seigneur de Montmartin, marquis de Mirebel, marié en 1588 à Louise de Bourbon-Busset, qui s'y installa et s'y fortifia avant d'aller reprendre le château de Couchey.
Montsaugeon fut pris en 1594, cette fois par un des chefs de la Ligue, Jean de Tavannes, seigneur de Tavannes dans le Diocèse de Bâle, venu de Suisse avec une armée qui pille et ravage le pays. Sa tante Marguerite de Tavannes était mariée depuis 1504 avec Jean de Saulx, seigneur d'Arc-sur-Tille et de Prangey, grand écuyer du duc de Bourgogne. Après l'avènement du roi Henri IV, il fait sa soumission et rend moyennant 13 000 écus. Le château est investi en décembre 1595 par les troupes royales, puis entièrement rasé sur ordre du duc de Nevers.
En 1636, le duc de Saxe-Weimar, à la tête des Suédois, était cantonné dans le Bassigny. Pendant ce temps, les Impériaux parcouraient tout le pays, incendiant les villages des environs de Langres. Le duc de Saxe-Weimar se réunit à Langres avec le Cardinal de Lavalette et le vicomte de Turenne afin de déterminer le moyen de repousser les Impériaux. Le cardinal de La Valette établit ses quartiers à l'emplacement du château fort rasé où il installe des retranchements, tandis que l'armée ennemie de Galas est basée à Champlitte.

### Époque contemporaine
Le XIXe siècle voit le déclin du tissage et de la vigne, puis son abandon avec le phylloxéra, mais l'activité de sidérurgie du fer continue à se développer: le minerai de fer est lavé sur place dans des grands lavoirs à bras avant d'être transporté dans le haut fourneau de La Thuillière d'Auberive.
Depuis 1988, à l'initiative du sénateur-maire d'Aubigny, le haut fourneau, la culture de la vigne et la production de vin ont été relancés avec la création d'une coopérative, le "Muid de Montsaugeon", d'une "Association pour le renouveau du vignoble montsaugeonnais" (ARVEM) qui encourage la plantation de vignes et l'attribution d'une appellation contrôlée, ainsi que l'Ordre des Chevaliers du Montsaugeonnais
Le bourg qui était tombé en état d'abandon depuis 1945 a été progressivement remis en valeur et ses bâtiments restaurés.
Lors de la création d'une communauté réunissant les communes qui constituaient l'ancien comté de Montsaugeon, on n'a pas voulu lui conserver son nom historique, mais on a décidé de lui donner le nom de la commune la plus peuplée : « Communauté de communes de Prauthoy et du Montsaugeonnais». 
La fusion de ces communes en 2016 pour former une nouvelle commune, a finalement repris l'appellation de Montsaugeonnais.

## Politique et administration

### Liste des maires
| Période                                  | Période   | Identité            | Étiquette | Qualité |
| ---------------------------------------- | --------- | ------------------- | --------- | ------- |
| Les données manquantes sont à compléter. |           |                     |           |         |
| mars 2001                                | mars 2014 | Jean-Luc Ruppanner  |           |         |
| mars 2014                                | En cours  | Jean-Pierre Couroux |           |         |

## Population et société

### Démographie
L'évolution du nombre d'habitants est connue à travers les recensements de la population effectués dans la commune depuis 1793. À partir du 1er janvier 2009, les populations légales des communes sont publiées annuellement dans le cadre d'un recensement qui repose désormais sur une collecte d'information annuelle, concernant successivement tous les territoires communaux au cours d'une période de cinq ans. 
Pour les communes de moins de 10 000 habitants, une enquête de recensement portant sur toute la population est réalisée tous les cinq ans, les populations légales des années intermédiaires étant quant à elles estimées par interpolation ou extrapolation. Pour la commune, le premier recensement exhaustif entrant dans le cadre du nouveau dispositif a été réalisé en 2008,.
En 2013, la commune comptait 78 habitants, en évolution de +16,42 % par rapport à 2008 (Haute-Marne : −2,45 %, France hors Mayotte : +2,49 %).
| 1793 | 1800 | 1806 | 1821 | 1831 | 1836 | 1841 | 1846 | 1851 |
| ---- | ---- | ---- | ---- | ---- | ---- | ---- | ---- | ---- |
| 343  | 353  | 349  | 350  | 350  | 371  | 354  | 319  | 316  |

| 1856 | 1861 | 1866 | 1872 | 1876 | 1881 | 1886 | 1891 | 1896 |
| ---- | ---- | ---- | ---- | ---- | ---- | ---- | ---- | ---- |
| 263  | 248  | 259  | 243  | 234  | 230  | 214  | 213  | 204  |

| 1901 | 1906 | 1911 | 1921 | 1926 | 1931 | 1936 | 1946 | 1954 |
| ---- | ---- | ---- | ---- | ---- | ---- | ---- | ---- | ---- |
| 189  | 186  | 208  | 151  | 162  | 159  | 128  | 126  | 122  |

| 1962 | 1968 | 1975 | 1982 | 1990 | 1999 | 2008 | 2013 | - |
| ---- | ---- | ---- | ---- | ---- | ---- | ---- | ---- | - |
| 134  | 116  | 73   | 69   | 102  | 78   | 67   | 78   | - |

## Économie

### Vin de Langres, devenu de Montsaugeon
Montsaugeon et les différentes paroisses voisines où se trouvent les coteaux exposés au Midi bordant le plateau de Langres étaient depuis le Moyen Âge plantées en vignes qui donnaient un cru de Bourgogne assez réputé sous le nom de Vin de Langres, qui a disparu au XXe siècle. Ces vignobles appartenaient aux familles de Langres dont les maires, accompagnés de hallebardiers et de tambours, venaient solennellement publier les bans de vendanges chaque automne.
Depuis quelques années, quelques arpents du territoire de Montsaugeon ont été replantés en vigne de pinot noir, d'auxerrois et de chardonnay. Ces vins ont des similitudes avec les vins de la Côte d'Or, la Bourgogne n’étant pas loin, et ils ont été plusieurs fois récompensés lors du Concours général agricole.

## Culture locale et patrimoine

### Lieux et monuments
- Croix située à l'entrée du donjon[11] (IMH en 1926[12]).
- L'église paroissiale Notre-Dame-de-la-Nativité[13],[14],[15] (IMH en 1926[16]).
- Halles[17] (IMH en 1996[18]).
- Tombe du préfet d'Empire Marie François Edouard Péchin-d'Autebois au cimetière.
- Une borne romaine au nom de l'Empereur Claude qui a été trouvée au Bois Péchin, sur la commune voisine de Choilley, a finalement été déplacée sur la commune.

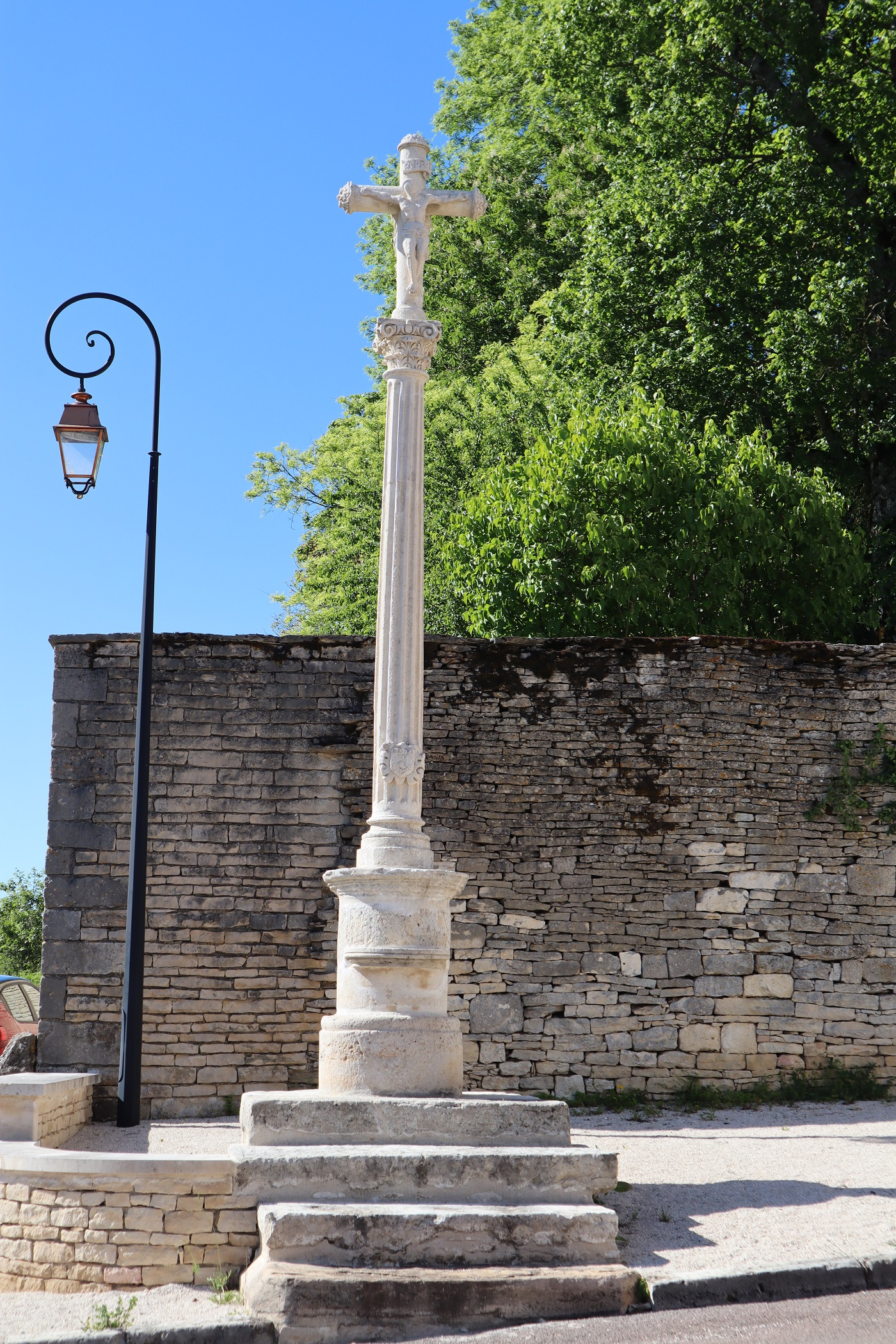
Calvaire de Montsaugeon.
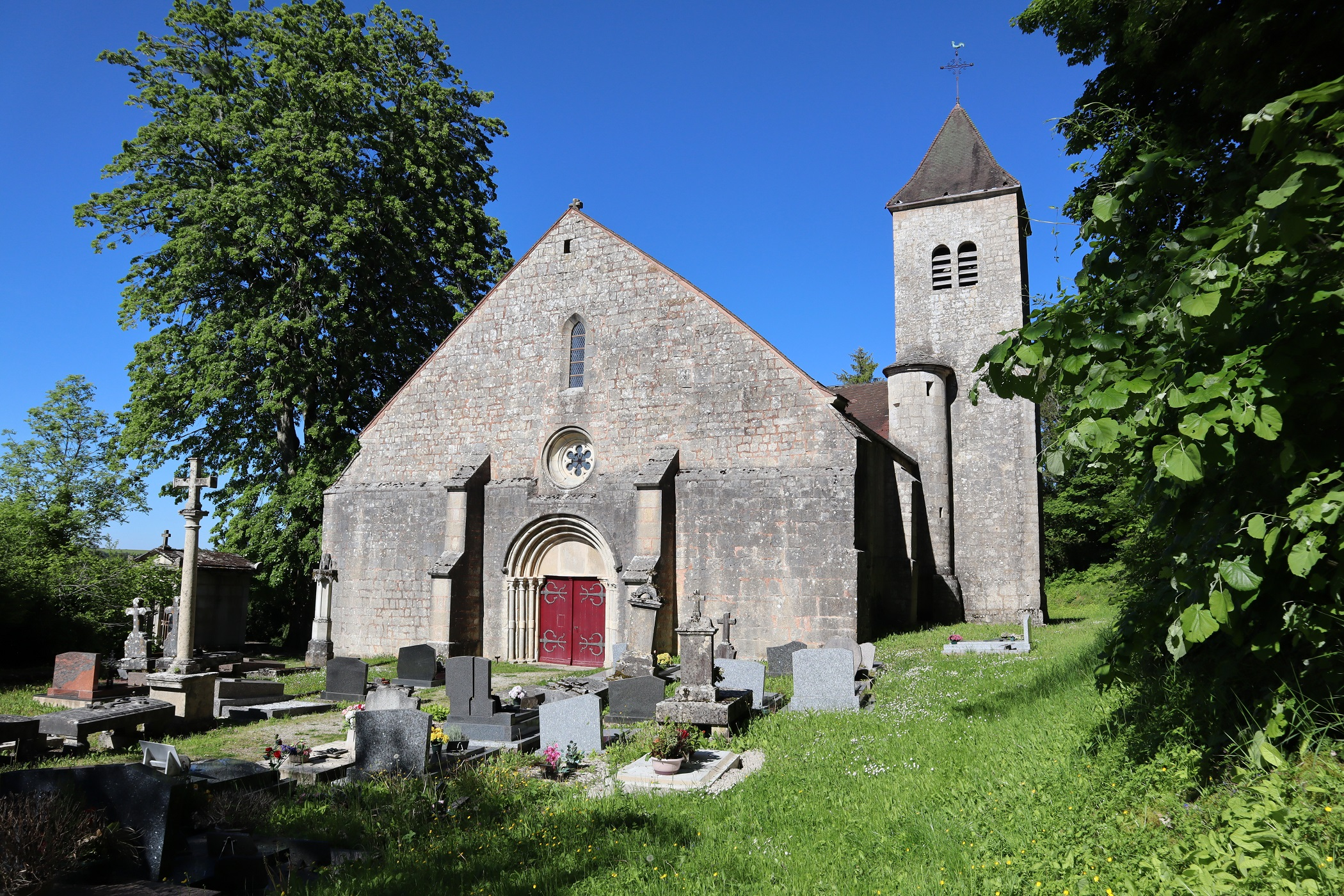
Église N.D. de la Nativité.
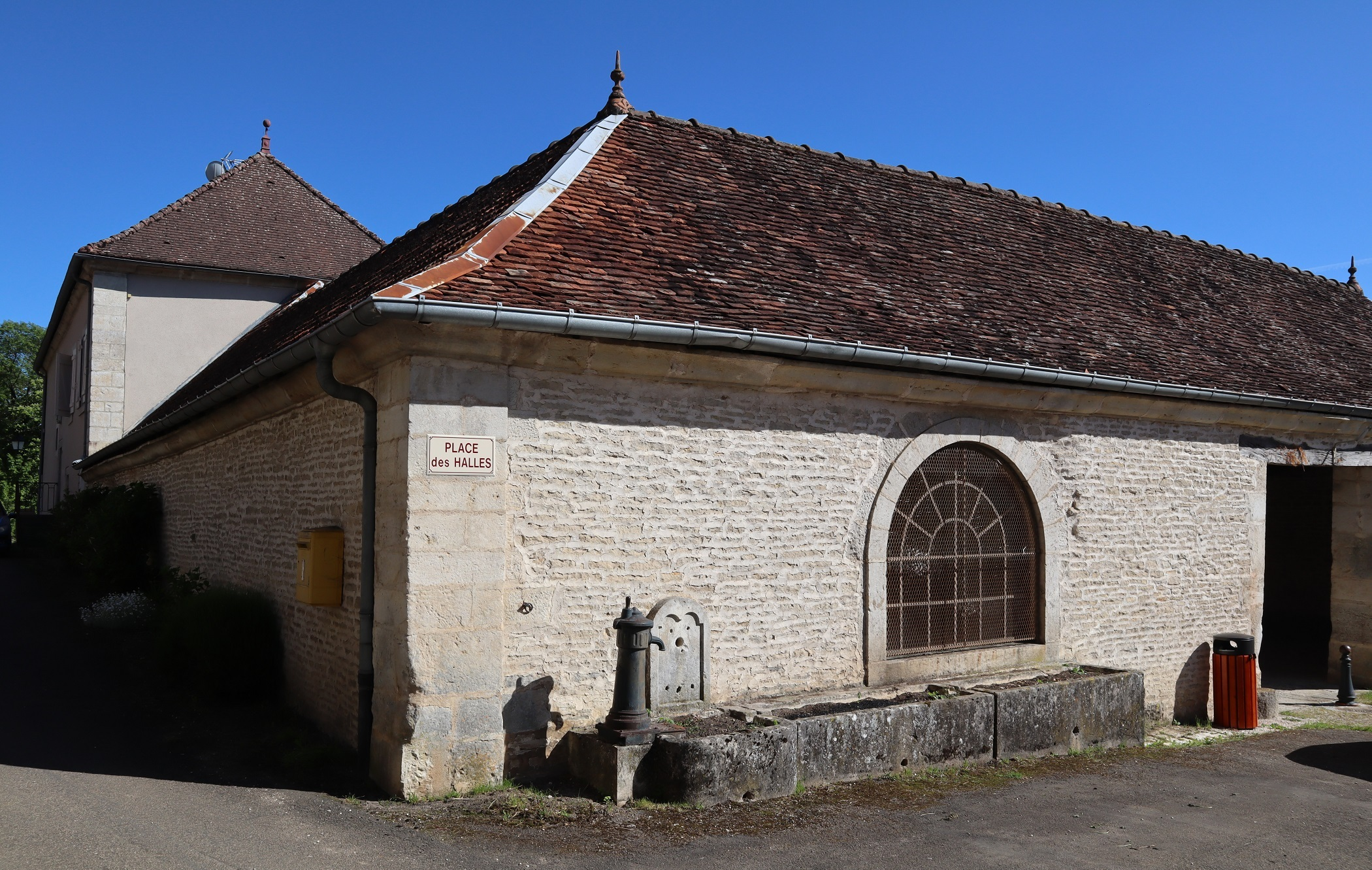
Halles de Montsaugeon.
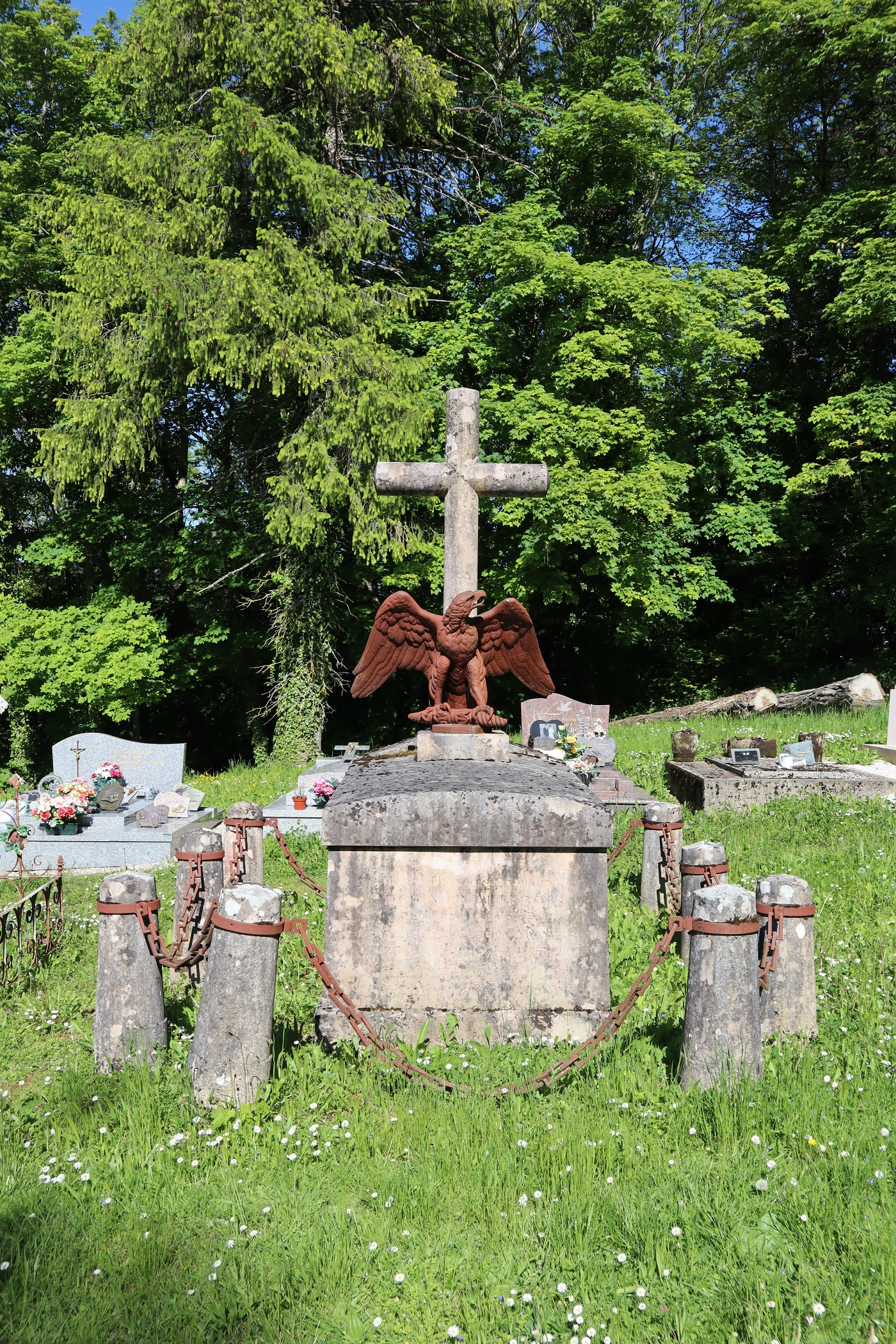
Tombe Péchin-d'Autebois.

### Héraldique
| Armes de Montsaugeon | Les armes de Montsaugeon se blasonnent ainsi : De gueules à neuf burelles d’or. |